# ممبهار
ممبهار (به انگلیسی: Mumbhar) یک روستا در پاکستان است که در پنجاب واقع شده‌است. ممبهار ۱۶۳ متر بالاتر از سطح دریا واقع شده‌است.